# 弗朗科尼亞鎮區 (明尼蘇達州奇薩戈縣)
弗朗科尼亞鎮區（英語：Franconia Township）是位於美國明尼蘇達州奇薩戈縣的一個行政鎮區。

## 地方資料
弗朗科尼亞鎮區的面積為82.60平方千米，當中陸地面積為78.10平方千米，而水域面積為4.50平方千米。根據2020年美國人口普查的數據，當地共有人口1713人，而人口密度為每平方千米20.74人。